# Општина Гура Вадулуј (Прахова)
Гура Вадулуј (рум. Gura Vadului) општина је у Румунији у округу Прахова.
Oпштина се налази на надморској висини од 218 m.